# Ожешково (Сьредський повіт)
Ожешково (пол. Orzeszkowo) — село в Польщі, у гміні Доміново Сьредського повіту Великопольського воєводства.
Населення — 175 осіб (2011).
У 1975-1998 роках село належало до Познанського воєводства.

## Демографія
Демографічна структура станом на 31 березня 2011 року:
|          | Загалом | Допрацездатний вік | Працездатний вік | Постпрацездатний вік |
| -------- | ------- | ------------------ | ---------------- | -------------------- |
| Чоловіки | 88      | 16                 | 63               | 9                    |
| Жінки    | 87      | 20                 | 48               | 19                   |
| Разом    | 175     | 36                 | 111              | 28                   |